# Gasteracantha clavatrix
Gasteracantha clavatrix är en spindelart som först beskrevs av Charles Athanase Walckenaer 1842.  Gasteracantha clavatrix ingår i släktet Gasteracantha och familjen hjulspindlar. Inga underarter finns listade i Catalogue of Life.